# Gomphurus gonzalezi
Gomphurus gonzalezi är en trollsländeart som först beskrevs av Sidney Warren Dunkle 1992.  Gomphurus gonzalezi ingår i släktet Gomphurus och familjen flodtrollsländor. Inga underarter finns listade i Catalogue of Life.